# Clutch Cargo
Clutch Cargo est une série télévisée d'animation américaine en 260 épisodes de 5 minutes diffusée à partir du 9 mars 1959 en syndication. Elle utilise la technique de l'animation limitée.
Cette série est inédite dans tous les pays francophones.

## Synopsis
Les histoires sont centrées autour de Clutch Cargo (doublé par l'acteur Richard Cotting), décrit comme « un écrivain et pilote très musclé, aux cheveux blancs et à l'apparence bien robuste ».
Comme toutes les séries d'aventures, Clutch Cargo est ainsi envoyé autour du monde, assigné à de dangereuses missions.
Il est accompagné dans ses aventures par son pupille Spinner et son teckel Paddlefoot. C'est l'actrice Margaret Kerry, qui a inspiré l'apparence, le style et les mouvements de la Fée Clochette dans Peter Pan (une production Walt Disney Pictures de 1953), qui prête ici sa voix à ces deux personnages.
On y retrouve également le personnage de Swampy, l'ami barbu au casque blanc de Clutch. C'est Hal Smith (doubleur de Maître Hibou dans la série Winnie l'Ourson de Disney, ainsi qu'au personnage d'Otis Campbell dans le Andy Griffith Show) qui lui prête sa voix, ainsi qu'à de nombreux autres personnages de la série.
En tout, 52 aventures de Clutch Cargo furent produite, chacune divisée en 5 chapitres de 5 minutes : tous les quatre premiers chapitres se finissant en cliffhangers, avec un cinquième concluant l'aventure.
Haas expliqua le format de la série : « Chaque histoire est faite en 5 segments de 5 minutes. Ainsi chaque chapitre correspond à un jour de la semaine, avec un résumé final d'une demi-heure de toute l'aventure de la semaine, diffusé le samedi. C'est flexible et marche très bien. »

## Technique de réalisation
Pour certaines scènes de la série, des images de prises de vue réelles d'avions ont été utilisées, particulièrement celles d'un Airbus Bellanca C-27 de 1929. 
Cette attention des détails sur l'avion de la série est sans aucun doute due au fait que son créateur, Clark Haas, était un pionnier dans le pilotage d'avion à réaction.

## Voix
- Richard Cotting : voix de Clutch Cargo
- Hal Smith : voix de Swampy
- Margaret Kerry : voix de Spinner et Paddlefoot

## Épisodes
1. Mes Amis, Les Chasseurs de têtes (The Friendly Head Hunters)
2. L'oiseau géant arctique (The Arctic Bird Giant)
3. La Reine du désert (The Desert Queen)
4. Les Pirates de perles (The Pearl Pirates)
5. L'or disparu (The Vanishing Gold)
6. Le mystère du bolide fantôme (The Race Car Mystery)
7. La Fusée (The Rocket Riot)
8. Mystère dans les bois (Mystery in the Northwoods)
9. Fadaises en Afrique (Twaddle in Africa)
10. Le plateau perdu (The Lost Plateau)
11. Le Bateau fantôme (The Ghost Ship)
12. Les Voleurs de bétail (The Rustlers)
13. Le Train manquant (The Missing Train)
14. L'Oiseau du diable (The Devil Bird)
15. Le Pipeline du danger (Pipeline to Danger)
16. Monsieur Abominable (Mister Abominable)
17. Opération Rayon de Lune (Operation Moon Beam)
18. Course vers le ciel (Air Race)
19. Le château hanté (The Haunted Castle)
20. Les Voleurs d'éléphants (The Elephant-Nappers)
21. Le Dragon Volant (Dragon Fly)
22. Le Cirque volant (Sky Circus)
23. Le petit sous-marin (The Midget Submarine)
24. Les habitants de la falaise (Cliff Dwellers)
25. Le train de la jungle (Jungle Train)
26. Station spatiale (Space Station)
27. Les escrocs du marais (The Swamp Swindlers)
28. Les minuscules incas (The Dinky Incas)
29. Express Kangourou (Kangaroo Express)
30. Les Naufragés (The Shipwreckers)
31. Les contrebandiers d'Ivoire (The Ivory Counterfeiters)
32. La fureur de la dynamite (Dynamite Fury)
33. Le pilote d'Alaska (Alaskan Pilot)
34. Mystère suisse (Swiss Mystery)
35. L'île des pirates (Pirate Isle)
36. Les plongeurs (Crop Dusters)
37. Le contrebandier du brouillard (The Smog Smuggler)
38. Vol d'essai (Global Test Flight)
39. Ville sans issue (Dead End Gulch)
40. La sirène perdue (The Missing Mermaid)
41. L'Autobus volant (Flying Bus)
42. La course (Road Race)
43. Ivresse de plumes (Feather Fuddle)
44. Les sorciers de l'eau (Water Wizards)
45. Le Tigre mortel (The Terrible Tiger)
46. Le cirque (The Circus)
47. Les pilotes du Bush (Bush Pilots)
48. Les fraudeurs de fromage (Cheddar Cheaters)
49. Le Blunderbird (The Blunderbird)
50. L'affaire du parachutiste (The case of Ripcord Van Winkle)
51. L'escroquerie du biscuit (Fortune Cookie Caper)
52. Monsieur X (Big "X")